# Gandoa brevipes
Gandoa brevipes is een krabbensoort uit de familie van de Aphanodactylidae. De wetenschappelijke naam van de soort werd in 1853 voor het eerst geldig gepubliceerd door Henri Milne-Edwards.